# Lost Bridge Village
Lost Bridge Village – jednostka osadnicza w Stanach Zjednoczonych, w stanie Arkansas, w hrabstwie Benton.